# Посольство России в Сербии
Посольство России в Сербии (серб. Амбасада Русије у Србији / Ambasada Rusije u Srbiji) — официальное дипломатическое представительство Российской Федерации в Республике Сербии. В 1940—1941 и 1944—2006 годах оно представляло интересы Советского Союза (с 1991 года — России) в Югославии, частью которой в то время являлась Сербия.
Чрезвычайный и полномочный посол России в Сербии (с июня 2019 года) — Александр Боцан-Харченко.

## История дипломатических отношений

### Княжество / Королевство Сербия
Дипломатические отношения двух стран насчитывают несколько веков, хотя долгое время они ограничивались временными миссиями. Первым касающимся судьбы сербов российским дипломатическим документом считается грамота Ивана IV Грозного османскому султану Сулейману I Великолепному, в которой Грозный требовал освобождения от дани православных монастырей на Афоне. Она стала результатом визита Паисия, игумена афонского сербского монастыря Хиландар, в Москву в 1550 году, где монах был радушно принят русским царём.
Среди эмиссаров XIX века, направлявшихся российскими монархами в Сербию с различными, в том числе многолетними, военными и гражданскими миссиями, известны Иван Исаев, Филипп Паулуччи, Константин Родофиникин, Егор Цукато, Марк Ивелич, Василий Долгоруков.
На постоянной основе отношения двух стран впервые были официально оформлены в 1838 году с открытием консульства России в Княжестве Сербия, тогдашней автономии Османской империи. После обретения Сербией полноценной независимости (1869) и её признания великими державами (1878) консульский уровень был повышен до посольского.
Этот период закончился с распадом в 1917 году Российской империи: после некоторых колебаний правительство Королевства Сербия приняло сторону Белого движения, в июле 1918 года отозвало своего посланника из Москвы, а в марте 1919 года полностью разорвало дипломатические отношения с советским правительством.
Между тем, оставшееся в Белграде посольство Российской Империи продолжало работать до 1924 года по своей инициативе с разрешения местных властей (см. ниже). Кроме того, в 8 км от Нови-Сада в городе Сремски-Карловци в 1922—1924 годах находился переехавший в Сербию из Стамбула «Русский совет», врангелевское правительство в изгнании, включавшее в себя Совет послов.

### КСХС и Королевство Югославия
После вызванного поражением в Первой мировой войне и одновременного с ликвидацией монархической России распада Австро-Венгрии Сербия в декабре 1918 года оказалась ядром нового западнобалканского государства — Королевства сербов, хорватов и словенцев (с 1929 года — Королевства Югославии). Югославия официально игнорировала существование Советской России (и, в частности, не признавала никаких советских документов).
Установившаяся в Югославии с января 1929 года монархическая Диктатура 6 января и последовавшее в октябре 1934 года убийство короля Александра I упрочили антисоветский внешнеполитический вектор Белграда.
Начало Второй мировой войны изменило отношение югославских властей к СССР. В сентябре 1939 года был снят Герб Российской империи с дверей бывшего посольства России в Белграде.
Дипломатические отношения на уровне постоянных миссий между королевством и СССР были установлены лишь в июне 1940 года одними из последних в Европе.
Югославские власти предложили СССР продать Югославии или муниципалитету Белграда здание российской дипломатической миссии, где в 1940 году по-прежнему располагалась штаб-квартира структуры, защищавшей белую эмиграцию (при этом югославская сторона изъявила готовность построить специальное здание для советского дипломатической миссии).
В октябре 1940 года советские представители переехали в здания по улице Короля Милутина (дома № 6 и № 8) и в здание на улице Йована Ристича (№ 27), причём аренду аренду оплатила югославская сторона (в дальнейшем аренда должна была быть вычтена из стоимости земли, подлежащей передаче югославскому правительству).
В марте 1941 года после присоединения прогерманского правительства Драгиши Цветковича к Берлинскому пакту в Югославии произошёл государственный переворот, в результате которого было ликвидировано регентство князя Павла и к власти был приведён Пётр II Карагеоргиевич, пошедший на сближение с Советским Союзом. Как следствие, 6—17 апреля 1941 года гитлеровская Германия и её союзники в ходе Апрельской войны ликвидировали и расчленили Югославию (при этом Сербия оказалась под германской оккупацией).
Советское посольство эвакуировалось сразу же после начала бомбардировок Белграда. Советские дипломаты вместе с коллегами из Великобритании, Норвегии, Польши, Египта и Греции разместились во Врнячка-Бане. Советское посольство в дальнейшем продолжало работу в Белграде до середины мая 1941 года, когда было эвакуировано.
Дипломатические отношения с исчезнувшим с карт государством были прекращены по советской инициативе 8 мая 1941 года, сотрудникам королевского посольства было предложено остаться в Москве как частным лицам.

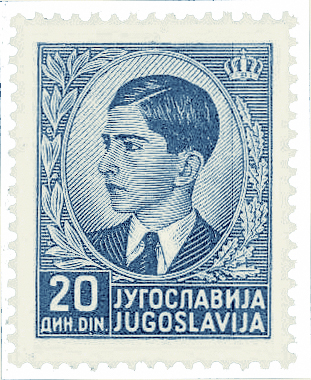
Пётр II (1939)

Но уже в августе 1941 года отношения на уровне постоянных миссий были восстановлены с югославским правительством Петра II в изгнании. В сентябре 1942 года миссии двух стран были преобразованы в посольства. Технически эти отношения до 1943 года осуществлялись через посольство СССР при Союзных правительствах в Лондоне, а в 1943—1945 годах — через постоянную миссию СССР в Египте.

### Социалистическая Югославия
В июне 1944 года по соглашению Тито — Шубашича эмигрантское монархическое правительство под нажимом держав «большой тройки» признало прокоммунистическое Антифашистское вече народного освобождения Югославии (АВНОЮ) единственной законной силой, борющейся с нацистами внутри страны — таким образом были легализованы партизаны Тито.
В марте 1945 года в освобождённом Белграде были сформированы коалиционные органы власти Демократической Федеративной Югославии (с ноября ФНРЮ, с 1963 года СФРЮ), сразу же признанной союзниками по Антигитлеровской коалиции, — в том числе СССР, аккредитовавшим там своего нового посла. В ноябре свежеизбранная Учредительная скупщина низложила и изгнала проживавшего в Лондоне короля Петра II.
В 1948 году произошло резкое охлаждение отношений между Советским Союзом и странами народной демократии с одной стороны и социалистической Югославией с другой, вызванное стремлением Иосипа Броза Тито проводить более независимый курс, чем это входило в планы Иосифа Сталина и руководства СССР. Как следствие, в июне того года компартия Югославии была исключена из Коминформа, а в сентябре советское руководство разорвало заключённый в апреле 1945 года Договор о дружбе, взаимной помощи и послевоенном сотрудничестве с Югославией.
В ноябре 1949 года из Белграда был отозван советский посол и выслан из Москвы югославский. На пике противостояния власти ФНРЮ именовались в советской печати как «фашистская клика». В феврале 1953 года Тито подписал в Анкаре «Балканский пакт» с двумя странами-членами НАТО, Грецией и Турцией, предусматривавший, в том числе, и действия по совместной обороне в случае внешнего нападения.

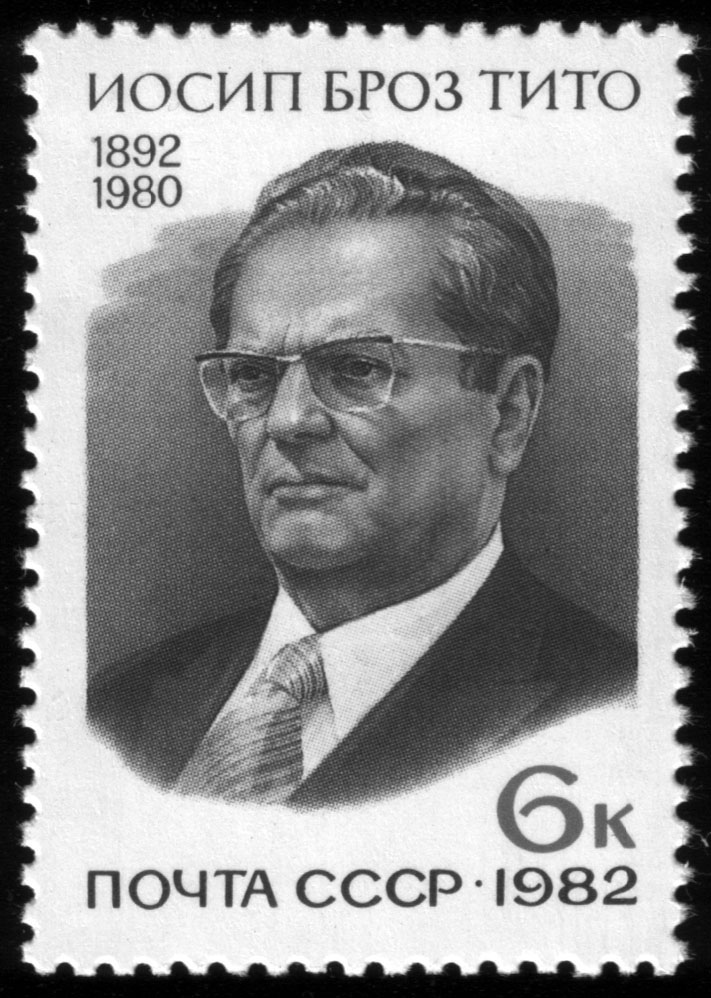
Иосип Броз Тито

Но после смерти Сталина в марте 1953 года внешнеполитические векторы поменялись: последовала постепенная нормализация двусторонних отношений между Югославией и Советским Союзом, она завершилась в 1955 году. В частности, в июне 1953 года в Белград был возвращён советский посол (на взаимной основе).
В итоге СФРЮ сохранила выбор собственного пути: она не вступила в Организацию Варшавского договора, а в Совете экономической взаимопомощи оформила лишь ассоциированное членство (с 1964). Однако в 1961 году Югославия стала одной из основательниц и единственным европейским членом Движения неприсоединения, объединившего ведущие развивающиеся страны мира.

### Союзная Республика Югославия и Республика Сербия
Из-за развала Советского Союза посольство в Белграде перешло от упразднявшегося Министерства внешних сношений СССР в ведение МИД РСФСР (с 1993 года — Российской Федерации) по указу президента РСФСР от 18 декабря 1991 года № 291 «О внешнеполитической службе РСФСР». Посол при этом не переназначался.
В результате развала СФРЮ, из которой последовательно вышли четыре из шести федеративных республик, в апреле 1992 года образовалась Союзная Республика Югославия, которая в феврале 2003 года была преобразована в Государственный Союз Сербии и Черногории, в свою очередь распавшийся в июне 2006 года. На протяжении всех этих событий дипломатические представительства, в том числе российское в Белграде, сохраняли непрерывную преемственность.
По данным газеты «Коммерсантъ», в 1998 году российская колония в Югославии совокупно составляла около 400 сотрудников различных представительств России и членов их семей, а также ещё около 500 постоянно проживавших там российских граждан. По сведениям посольства России в Сербии, к 2009 году сотрудников представительств России с семьями совокупно насчитывалось около 1 тыс. человек. Кроме них в нынешней Сербии, по официальным данным, проживает 3,5 тыс. российских соотечественников (из них на консульском учёте состоит около 1 тыс. граждан России), а всего в этой стране насчитывается 250—300 тыс. граждан Сербии русского происхождения.

## Здания

### Посольство Российской империи
Здание посольства России в Белграде со времён Княжества Сербия располагалось на улице Короля Милана напротив королевского дворца (нынешней резиденции президента Сербии) неподалеку от скупщины (парламента) и Российского центра науки и культуры «Русский дом». До марта 1924 года посольство Российской империи с разрешения властей КСХС продолжало работать (занимаясь обустройством российских эмигрантов), причём под тем же руководством, несмотря на ликвидацию империи, которую оно представляло.
Под внешнеполитическим давлением и в связи с самороспуском имперского правительства в изгнании власти королевства в 1924 году были вынуждены де-юре свернуть деятельность посольства в столь странном статусе. Диппредставителю России в Белграде Василию Штрандтману была определена роль «делегата, ведающего интересами русских граждан в Королевстве СХС». Фактически организация была лишь переименована в «Делегацию по защите интересов русских беженцев», при этом на фасаде дома продолжал находиться двуглавый орёл и флаг Российской империи. В 1928—1933 годах в бывшем здании посольства размещался Русский научный институт, позже переехавший в Русский дом.
В 1944 году в ходе ожесточённых боёв Красной армии и НОАЮ за освобождение Белграда с вермахтом в экс-посольство Российской империи попала немецкая бомба, взрыв которой привёл к полному разрушению здания и человеческим жертвам. В ноябре 2014 года на этом месте был торжественно открыт памятник Николаю II, а также посвящённый посольству памятный камень, вписанный в единый ансамбль с монументом.

### Посольство СССР и России

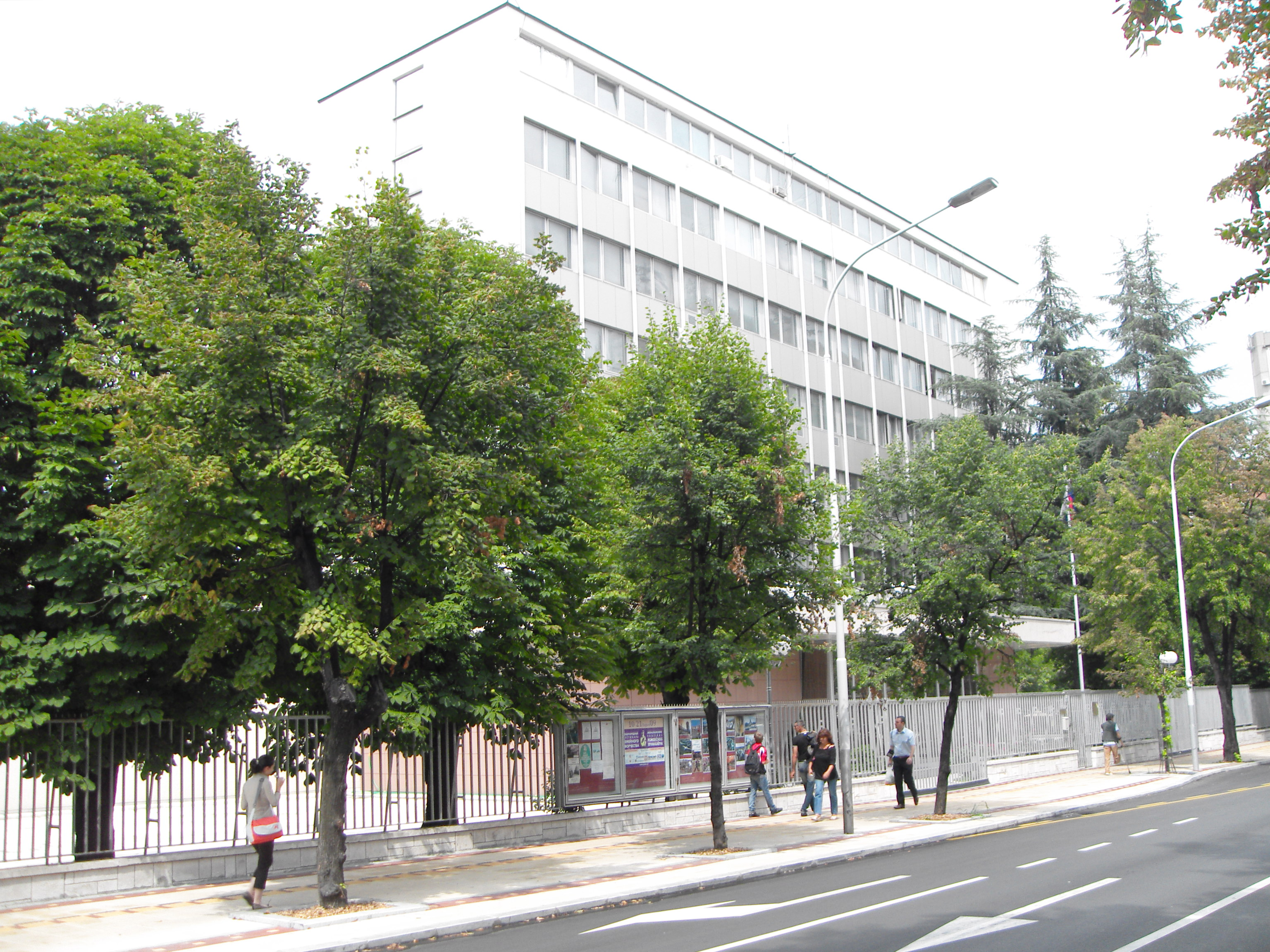
Посольство России в Сербии (2009)

В марте 1958 года между СССР и ФНРЮ было подписано межправительственное соглашение о взаимном выделении земельных участков в Москве и Белграде и строительстве на них зданий посольств двух стран. По этому договору посольство Советского Союза должно было включать резиденцию посла, рабочие и вспомогательные помещения, а также «не более 15 квартир для сотрудников, которые по характеру своей работы должны проживать на территории посольства». Общая площадь белградского участка составила 8381,6 м².
Проект и рабочие чертежи здания посольства СССР в Белграде на ул. Делиградска, дом 32, были подготовлены ЦНИИЭП лечебно-курортных зданий Госкомитета по гражданскому строительству и архитектуре при Госстрое СССР. В 1969 году дизайнером Эдуардом Карсяном были воплощены авторские интерьеры основных помещений посольства.
Также, в Новом Белграде на бульваре Красной армии (бывший бульвар Уметности), 28, с 1978 года находится Общеобразовательная школа при посольстве России. Она представляет собой комплекс из нескольких 2—4-этажных зданий — учебного корпуса максимальной вместимостью до 350 учащихся, бассейна, интерната на 150 мест, жилых помещений для сотрудников, — а также спортплощадок, двух теннисных кортов, футбольного поля и парка. Школа строилась из расчёта не только на детей совслужащих, но и на их сверстников из семей сотрудников посольств социалистических стран. Сегодня в школе обучается около 250 детей, причём около 100 из них — местные (преимущественно из смешанных русско-сербских семей).